# Alpaida variabilis
Alpaida variabilis es una especie de araña tejedora de orbe del género Alpaida, de la familia Araneidae, orden Araneae. Fue descrita por Keyserling en 1864.
Se distribuye por América del Sur: Colombia. Fue publicada en Beschreibungen neuer und wenig bekannter Arten aus der Familie Orbitelae Latr. oder Epeiridae Sund. Sitzungs-Berichte Der Naturwissenschaftlichen Gesellschaft Isis in Dresden 1863: 63-98, 119-154, Pl. 1-, 7.